# Nadia (VPRO)
Nadia is een dagelijks Nederlands televisieprogramma gepresenteerd door Nadia Moussaid. Het is een praatprogramma van omroepvereniging VPRO waarin verschillende uiteenlopende maatschappelijke onderwerpen met gasten en publiek worden besproken.
Het programma werd het eerste seizoen elke werkdag uitgezonden op NPO 1 om 19.00 uur, het tijdslot van Khalid & Sophie overnemend. Op 22 oktober 2023 begon het tweede seizoen, wekelijks op de late zondagavond op NPO 3, tot teleurstelling van de presentatrice.